# James Thackara
James Thackara es un novelista estadounidense, nacido el 7 de diciembre de 1944 en California. Su obra consta de tres novelas: America´s Children, Ahab´s daughter y El libro de los Reyes.

## Biografía

### Primeros años
James Thackara nació en California en 1944. Su padre era Santiago Justin Thackara era argentino y su madre, Ellen Louise Schmid, estadounidense de Greenville, Texas. El matrimonio de sus padres se rompió antes del nacimiento de su hijo y, posteriormente, Thackara y su madre se trasladaron a través de Europa y América.A la edad de trece años, Thackara había asistido a ocho escuelas, vivido en cinco países, y estudiado en cuatro idiomas.
Ingresó en la Universidad de Harvard en 1963, donde conoció al escritor Peter Taylor que lo tomo como hijo adoptivo literario. En esta época conoció a muchas figuras litararias de las letras americanas como es el caso de Robert Lowell, John Hersey o Merill James. En 1967 fue rechazado por la junta de reclutamiento para la Guerra de Vietnam. Tras esto dejó la Universidad de Harvard antes de su ceremonia de graduación. Marchó a Londres donde comenzó una prometedora carrera como escritor.

### Etapa de escritor
Fue esta una etapa de enorme actividad para Thackara ya que entre 1967 escribió dos novelas, un libro de filosofía y un estudio de una economía sin crecimiento. Aun así no logró publicarlas ya que no disponía de editor. Este hecho menguó sus finanzas. Tras el golpe de Estado chileno de 1973 comenzó una larga carrera como activista por los derechos humanos. Creó una asociación para proteger las tribus indígenas de todo el mundo. También fue activista por la ética en la seguridad nuclear, muy preocupado por el accidente de Chernóbill.
Ya en esta época estaba gestando su gran obra: El libro de los Reyes. Tras doce reescrituras concluyó el libro. Lo había comenzado a escribir en 1977. Pero también con esta gran obra tuvo problemas para lograr publicarla. Finalmente fue publicada en 1999 por Overlook Press, una editorial estadounidense. En España fue editada en 2001 por la editorial Espasa.

### Actualidad
Desde entonces, Thackara ha continuado una intensa actividad como activista de los derechos humanos. En 2007 se convirtió en ciudadano británico. Actualmente trabaja en una nueva obra ambientada en Londres.

## Evaluación de su obra
El trabajo de Thackara ha recibido críticas extremas. Mientras que algunos critican que su lenguaje es terriblemente exaltado y poco realista otros mantienen que es una obra comparable a la ópera magna de Tolstoi Guerra y Paz y también ha sido comparada con la fabulosa obra de James Joyce en cuanto a la manera que tiene de estructurar la historia.